# Девчонка, с которой я дружил
«Девчонка, с которой я дружил» — советский художественный фильм режиссёра Николая Лебедева.

## Сюжет
В дом, где жил Федя Стрельцов, приехали новые жильцы — отец и дочь. Девочка очень понравилась мальчику, и он стал искать повод, чтобы с ней познакомиться. Вскоре Федя и Надя подружились, в школе сидели за одной партой, вместе делали уроки… В это время Стрельцов-старший, работавший экскаваторщиком, нашёл клад с золотом и отдал его государству. Федя гордился отцом, но однажды, собираясь на охоту, обнаружил в отцовском сапоге золотые вещи. Именно Наде, первой, Федя доверил мучившие его сомнения — честен ли его отец. К счастью, всё разрешилось благополучно, только вскоре мальчику пришлось расстаться с подругой — Надя с отцом уезжали на новую стройку, на Дальний Восток.

## В ролях
- Людмила Болтрик — Надежда
- Юрий Фисенко — Федя
- Андрей Третьяков — Борька Иволгин
- Андрей Чернецов — Эдик «Банан»
- Лара Несмачная — Лиза
- Кирилл Лавров — Григорий Стрельцов, экскаваторщик, отец Феди
- Т. Шамардина — мама Феди
- Павел Усовниченко — Зернов, папа Нади
- Василий Меркурьев — дядя Коля
- Георгий Сатини — Иван Алексеевич, учитель математики
- Лидия Колпакова
- Светлана Мазовецкая

## Съёмочная группа
- Режиссёр — Николай Лебедев
- Сценарист — Александр Попов
- Операторы — Семён Иванов
- Композитор — Владимир Маклаков
- Художник — Алексей Федотов

## Критика
Киновед Кира Парамонова так оценивала фильм: «Вечная проблема дружбы мальчика и девочки нашла в фильме интересное решение. Поэтому-то дети и не заметили некоторых прямолинейных слов и не менее прямолинейного драматургического построения».